# Шосткинський автобус
Шосткинський автобус — міська автобусна транспортна система міста Шостки Сумської області.

## Маршрути
| Автобусні маршрути міста Шостка | Автобусні маршрути міста Шостка                 |
| №                               | Маршрут руху                                    |
| ------------------------------- | ----------------------------------------------- |
| 1                               | вул. 8 Березня — Лазарьовка                     |
| 1К                              | вул. 8 Березня — Новий ринок — Спорткомплекс    |
| 2                               | вул. 8 Березня — Автошкола ТСОУ                 |
| 3                               | Завод хімічних реактивів — Локотки              |
| 4                               | вул. 8 Березня — вул. Київська                  |
| 4К                              | вул. Некрасова — вул. Київська                  |
| 5                               | вул. Вінниця — Лазарьовка                       |
| 5К                              | вул. Некрасова — Лазарьовка                     |
| 6                               | вул. Вінниця — Хлібокомбінат                    |
| 7                               | вул. Вінниця — Автошкола ТСОУ                   |
| 8                               | вул. 8 Березня — Хлібокомбінат                  |
| 9                               | Лазарьовка — Локотки                            |
| 10                              | вул. Вінниця — вул. Київська                    |
| 11                              | вул. Вінниця — вул. Івана Мазепи                |
| 12                              | вул. 8 Березня — вул. Ушинського                |
| 13                              | вул. Вінниця — вул. Свемовська                  |
| 14                              | вул. 8 Березня — вул. Свемовська                |
| 15                              | Автовокзал — Завод хімічних реактивів           |
| 16                              | вул. 8 Березня — Автовокзал — вул. Свемовська   |
| 17                              | вул. Вінниця — Автовокзал — вул. Свемовська     |
| 19                              | вул. Вінниця — вул. Бакинська                   |
| 20                              | вул. 8 Березня — вул. Бакинська                 |
| 22                              | вул. Вінниця — вул. Ушинського                  |
| 23                              | вул. 8 Березня — вул. Івана Мазепи              |
| 24                              | вул. Свемовська — вул. 6-ї Гвардійської Дивізії |
| 25                              | вул. Ціолковського — вул. Соснова               |
| 26                              | вул. Бакинська — Локотки                        |

## Вартість проїзду
З 25 жовтня 2022 року вартість проїзду на міських автобусних маршрутах загального користування, відповідно з рішенням Шосткинського виконкому № 301 від 19 жовтня 2022 року «Про тариф на перевезення пасажирів на міських автобусних маршрутах загального користування, що здійснюються у звичайному режимі руху».